# Belén, Acala
Belén är en ort i Mexiko.   Den ligger i kommunen Acala och delstaten Chiapas, i den sydöstra delen av landet, 700 km öster om huvudstaden Mexico City. Belén ligger 475 meter över havet och antalet invånare är 187.
Terrängen runt Belén är platt åt sydväst, men åt nordost är den kuperad. Terrängen runt Belén sluttar söderut. Runt Belén är det ganska tätbefolkat, med 67 invånare per kvadratkilometer. Närmaste större samhälle är Acala, 1,8 km väster om Belén. Omgivningarna runt Belén är en mosaik av jordbruksmark och naturlig växtlighet.